# Henry Lepaute
Augustin Michel Adam Henry-Lepaute, né à Paris le 13 mai 1800 et mort à Le Mesnil-le-Roi le 7 novembre 1885, est un horloger français également ingénieur-mécanicien spécialisé dans les phares.

## Biographie
Né Augustin Michel Adam Henry de Pierre Henry, horloger du Roi, descendant de la famille d'horlogers Lepaute par sa mère, et Gabrielle Prévost, il épouse une de ses cousines, Anaïs Lepaute, en 1834. Élève de Gustave Eiffel, il devient l'horloger de Louis-Philippe et de Napoléon III.
C'est ce dernier qui l'autorise en 1851 à porter, ainsi que ses descendants, le nom de Henry-Lepaute,.

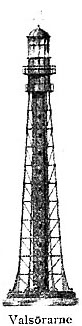
Le phare de Valsörarna, (Finlande)

En 1823, il s'associe avec Augustin Fresnel, directeur des Phares et balises et se spécialise dans la construction d’horloges et de phares monumentaux tels le phare de Valsörarna en Finlande, équipés de mécanismes rotatifs d'optique.
Après la mort d'Augustin Fresnel en 1827, c'est son frère Léonor Fresnel (1790-1869)  qui le remplace à la commission des phares et va continuer sa collaboration avec Henry-Lepaute pour l'équipement en phares du littoral français,.
Son entreprise devient en 1837 fournisseur exclusif des horloges des réseaux de chemins de fer du Nord, de Paris à Orléans, de l’Est et de l’Ouest. Plus de 1 300 phares dans le monde seront équipés du système Henry-Lepaute. Deux fils poursuivront sa double activité : Édouard Léon et Paul Joseph.
Décédé en 1885, il est inhumé au cimetière du Mesnil-le-Roi, dans l'ouest de la banlieue parisienne, où l'on peut encore voir sa tombe.

## Galerie

Détail du système rotatif intérieur du phare de Pigeon Point à Pescadero, (Californie), États-Unis
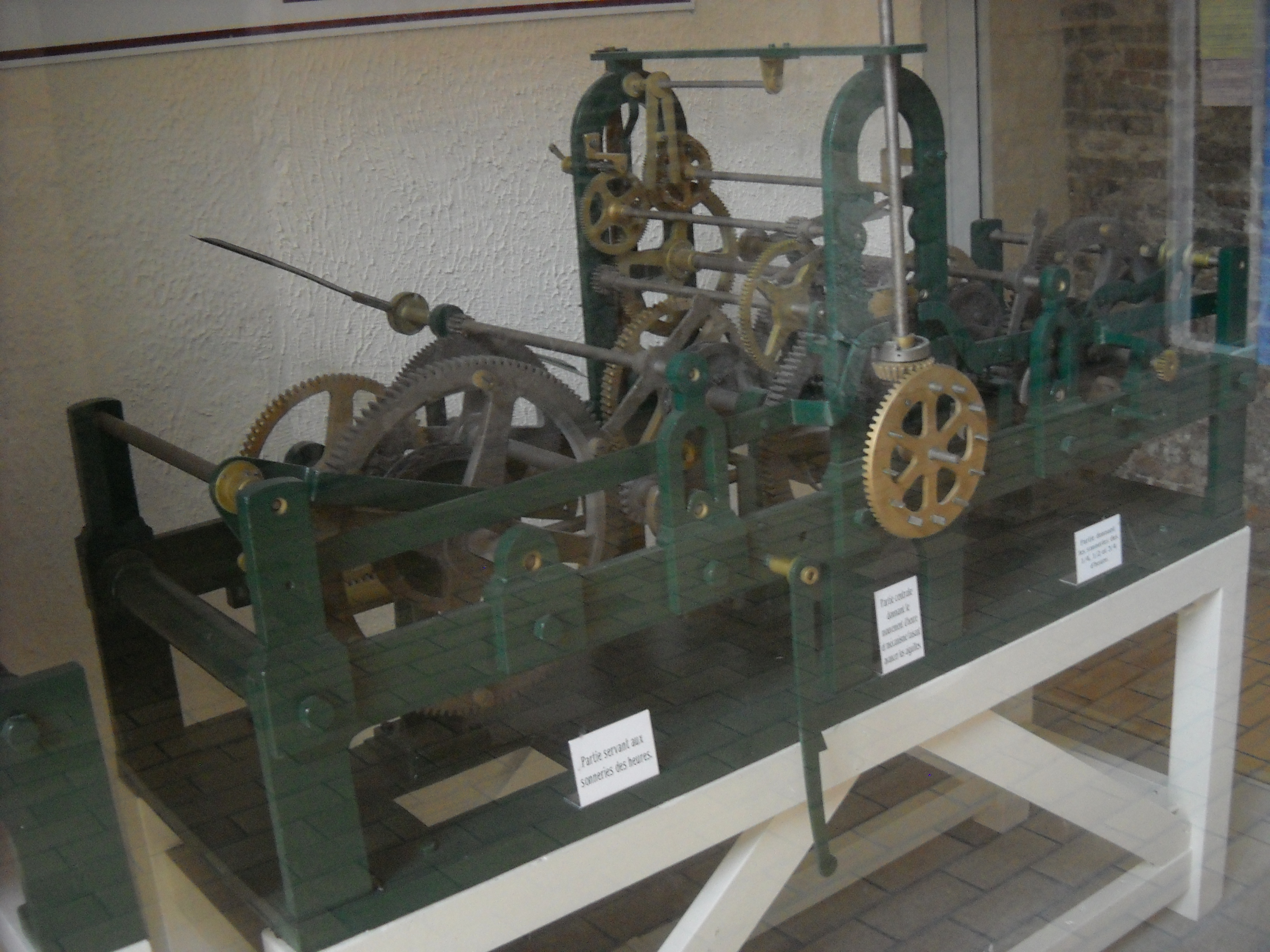
Mécanisme d'horlogerie Henry Lepaute conservé à Aire-sur-la-Lys
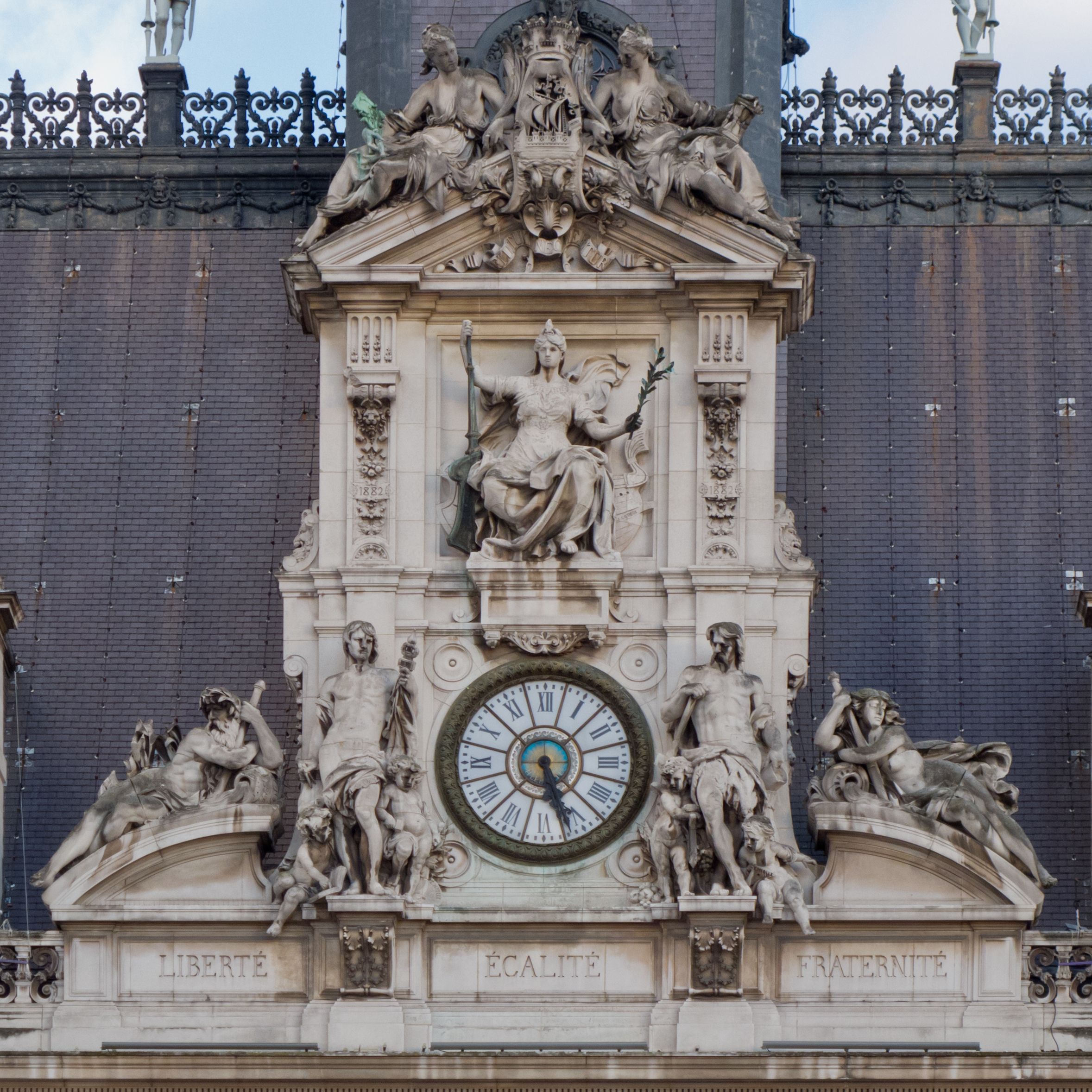
Horloge monumentale Lepaute de l'hôtel de ville de Paris
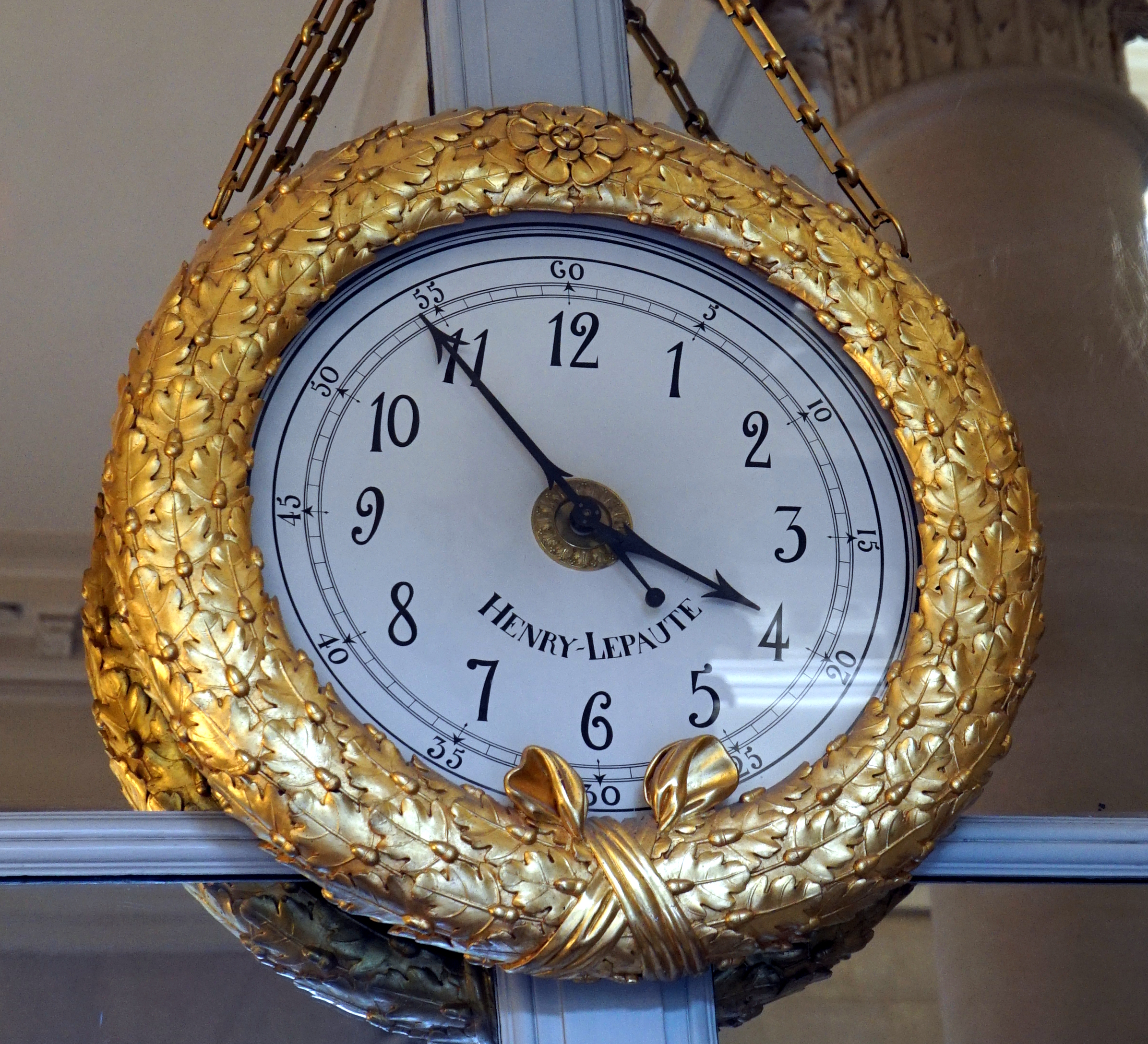
Horloge Henry-Lepaute du Palais Bourbon à Paris

## L'entreprise Henry-Lepaute
En 1829, Augustin Henry-Lepaute a créé un atelier d’optique au 247 rue Saint-Honoré à Paris puis l'entreprise a occupé quatre adresses différentes : 1854-18.. : rue de Rivoli, 18..-1870 : rue de Vaugirard, 1870-1911 : 6 Rue Lafayette, 1911-1965 : 11 au 25 rue Desnouettes. La fabrication industrielle s'est arrêtée en 1965.

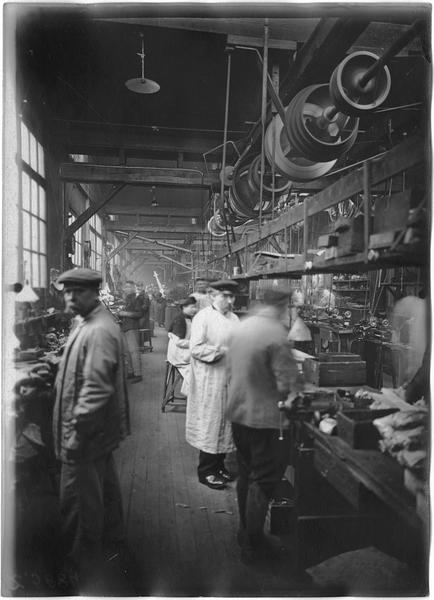
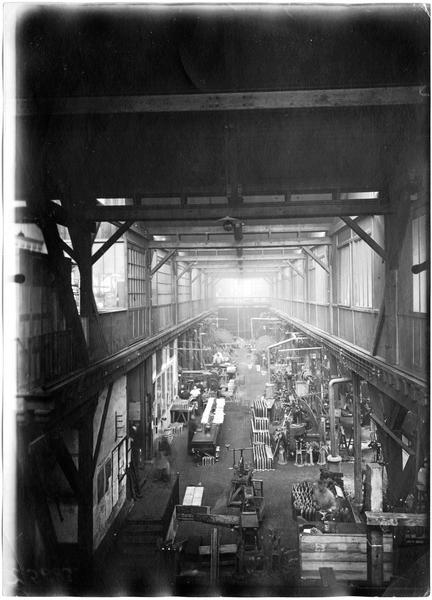

Outre l'horlogerie et différents matériels d'optique pour les phares, la société a aussi commercialisé des instruments de mesure tels que des marégraphes et des fluviographes.